# Tova Epstein
Tova Bronstein, coniugata Epstein (in ebraico טובה בורנשטיין-אפשטיין‎?; 2 aprile 1933 – 5 dicembre 2023), è stata una tennista e cestista israeliana.

## Carriera

### Pallacanestro
Con Israele ha disputato i Campionati europei del 1950.